# Секундијан Сингидунумски
Секундијан (330.- 381.), је био епископ Сингидунума (Београд), наследник аријевског епископа Урсакија. 
Рођен је око 330. године. Од малена је растао и био васпитаван у цркви да би, прошавши све свештеничке чинове, постао епископ Сингидунума 371. године, одмах по смрти епископа Урсакија. Секундијан је, као и његов претходник, био аријевац па је, као такав, осуђен на сабору епископа у Аквилеји, заједно са епископом Паладијем  из Ракиарије (данас Арчер у Бугарској). О каснијим епископима у Сингидунуму нема писаних трагова .  
Грацијан, старији римски цар, уверио је Паладија из Ракијарије (провинција Дакија, модерна Бугарска) да ће неколико епископа из Источног царства, упоришта аријанства, присуствовати Сабору. Био је преварен. Свети Амвросије је убедио Грацијана да промени своју првобитну намеру. Паладије и његов пријатељ Секундијан били су бројчано надјачани у Аквилеји за тридесет четири према два и нашли су се на суђењу. Оптужба против њих је била да су веровали да је Бог Син потчињен Богу Оцу; уместо да буду једнаког ранга, као што је предвиђено у Никејском симболу вере из 325. године 
Из Сабора, Амвросије је писао Грацијану:
„Нису пронађени јеретички епископи осим Паладија и Секундијана, људи који су дуго били озлоглашени по својој перфидности, због којих су људи са крајева римског света тражили да се сазове сабор. [...] Иако су осуђени за лажно представљање и натерани да то признају, одбили су да послушају разум. [...] Ужаснути смо, најмилостивији принче,] због светогрђа тако страшног и учитеља тако изопаченог; и да бисмо спречили да њихови народи буду даље обманути, дошли смо до закључка да их треба свргнути са свог епископства[.] [...] Молимо вас, из поштовања према вашој вери и части, да покажете поштовање према епископима вашег царства, и писмом Ваше благодати се обратите надлежним властима, да одредите да се ови поборници безбожништва одбију од прага Цркве и да се свети епископи поставе на место осуђених од представника нашег скромног сабора.”
Не постоји ниједан сачуван запис о томе шта је Грацијан предузео, али се верује да би Амвросије, засигурно поновио писмо да Грација није преузео ништа.